# Lesíni
Lesíni (Lesini) är en ort i Grekland.   Den ligger i prefekturen Nomós Aitolías kai Akarnanías och regionen Västra Grekland, i den centrala delen av landet, 220 km väster om huvudstaden Aten. Lesíni ligger 38 meter över havet och antalet invånare är 771.
Terrängen runt Lesíni är platt åt sydost, men åt nordväst är den kuperad. Runt Lesíni är det ganska glesbefolkat, med 38 invånare per kvadratkilometer. Närmaste större samhälle är Mesolóngi, 19,4 km sydost om Lesíni. Omgivningarna runt Lesíni är en mosaik av jordbruksmark och naturlig växtlighet.